# Моята вечеря с Андре
„Моята вечеря с Андре“ (на английски: My Dinner with Andre) е американски филм от 1981 година на режисьора Луи Мал по сценарий и с участието на Андре Грегъри и Уолъс Шон.

## Сюжет
Андре Грeгъри е в центъра на първия час от филма, когато той описва част от опита си, откакто се отказва от кариерата си като театрален директор през 1975 г. Включва работата с неговия приятел, режисьора Йежи Гротовски и група от полски актьори в гора Полша, посещението му във Файнхорн в Шотландия и пътуването му до Сахара, за да се опита да създаде пиеса, основана на книгата „Малкия принц“ от Антоан дьо Сент-Екзюпери. Работил е с група за театрално изкуство на Лонг Айлънд, което води до това, че Андре е погребан жив (за кратко време) през вечерта на Хелоуин.
Останалата част от филма е разговор, Уоли твърди, че живота, който Андре е водил през последните пет години, просто не е възможен за повечето хора. Той споделя обичайните удоволствия, като чаша кафе. Андре отговаря, че това, което минава за нормален живот в Ню Йорк в края на 70-те е по-скоро сякаш живееш на сън, отколкото в реалния живот. Филмът завършва без ясна резолюция за конфликта в светогледа, изразяван от двамата мъже. Уоли си спомня по време на пътуването с такси за дома, за детството си и споменава, че когато пристига у дома, разказва на приятелката си Деби за вечерята си с Андре.

## В ролите
| Изпълнител    | Роля      |
| ------------- | --------- |
| Андре Грегъри | Андре     |
| Уолъс Шон     | Уоли      |
| Жан Ленауер   | Сервитьор |
| Рой Бътлър    | Барман    |